# Australian FAI IndyCar Grand Prix 1994
Australian FAI IndyCar Grand Prix 1994 var ett race som var säsongspremiär i PPG IndyCar World Series 1994. Racet kördes den 20 mars på Surfers Paradise i Australien. Michael Andretti vann racet som pågick långt in på kvällen, efter dåligt väder tidigare på dagen. Det var Andrettis första tävling för Chip Ganassi Racing, och med segern kom han tillbaka i bästa möjliga stil från sitt misslyckade Formel 1-VM 1993 i McLarens formel 1-stall. Emerson Fittipaldi blev tvåa, medan Michaels far Mario Andretti slutade trea.

## Slutresultat
| Plats | Förare              | Team                     | Grid | Kvaltid  |
| ----- | ------------------- | ------------------------ | ---- | -------- |
| 1     | Michael Andretti    | Chip Ganassi Racing      | 2    | 1.35,568 |
| 2     | Emerson Fittipaldi  | Marlboro Team Penske     | 3    | 1.36,023 |
| 3     | Mario Andretti      | Newman/Haas Racing       | 19   | 1.37,940 |
| 4     | Jimmy Vasser        | Hayhoe Racing            | 10   | 1.36,877 |
| 5     | Stefan Johansson    | Bettenhausen Motorsports | 12   | 1.37,328 |
| 6     | Maurício Gugelmin   | Chip Ganassi Racing      | 7    | 1.36,405 |
| 7     | Teo Fabi            | Jim Hall Racing          | 11   | 1.36,925 |
| 8     | Mike Groff          | Rahal-Hogan Racing       | 14   | 1.37,633 |
| 9     | Nigel Mansell       | Newman/Haas Racing       | 1    | 1.34,877 |
| 10    | Scott Goodyear      | Budweiser King Racing    | 17   | 1.37,835 |
| 11    | Scott Sharp         | PacWest Racing           | 18   | 1.37,940 |
| 12    | Dominic Dobson      | PacWest Racing           | 26   | 1.39,779 |
| 13    | Adrián Fernández    | Galles Racing            | 4    | 1.36,091 |
| 14    | Al Unser Jr.        | Marlboro Team Penske     | 5    | 1.36,394 |
| 15    | Hiro Matsushita     | Dick Simon Racing        | 23   | 1.39,089 |
| 16    | Paul Tracy          | Marlboro Team Penske     | 6    | 1.36,398 |
| 17    | Jacques Villeneuve  | Team Green               | 8    | 1.36,480 |
| 18    | Willy T. Ribbs      | Walker Racing            | 22   | 1.38,948 |
| 19    | Davy Jones          | A.J. Foyt Enterprises    | 25   | 1.39,729 |
| 20    | Robbie Buhl         | Dale Coyne Racing        | 24   | 1.39,122 |
| 21    | Mark Smith          | Walker Racing            | 14   | 1.37,476 |
| 22    | Alessandro Zampedri | Euromotorsport           | 21   | 1.38,908 |
| 23    | Robby Gordon        | Walker Racing            | 9    | 1.36,678 |
| 24    | Gary Brabham        | Bettenhausen Motorsports | 27   | 1.40,117 |
| 25    | Arie Luyendyk       | Indy Regency Racing      | 15   | 1.37,739 |
| 26    | Bobby Rahal         | Rahal-Hogan Racing       | 16   | 1.37,783 |
| 27    | Raul Boesel         | Dick Simon Racing        | 20   | 1.38,002 |

Följande förare kvalificerade sig ej:
- Andrea Montermini
- Marco Greco
- Buddy Lazier
- Dave Kudavre